# Bagrat III van Georgië
Bagrat III (Georgisch: ბაგრატ III) (960 - 7 mei 1014), uit het huis Bagrationi, was koning van koninkrijk Abchazië van 978 (als Bagrat II) en koning van Georgië van 1008 tot aan zijn dood. Hij verenigde deze twee dynastieke titels door middel van veroveringen en diplomatie, later voegde hij nog wat meer land toe aan zijn rijk. Bagrat regeerde nog als koning van Kartli van 976 tot 978 voordat hij effectief gekroond werd tot koning der koningen van Georgië.
Bagrat werd geboren in 960 als zoon van Goergen, een prins van Kartli uit het huis Bagrationi, en Guranducht, die een dochter was van wijlen George II van Abchazië. Toen Bagrat nog minderjarig was werd hij geadopteerd door kinderloze neef en prins van Tao, David III Kouropalates, en de meest machtige heerser van de Kaukasus
Bagrat is ook bekend als de bouwer en naamgever van de Bagratikathedraal in Koetaisi, de belangrijkste stad in West-Georgië. De kathedraal is in de 20e en 21e eeuw gerenoveerd.

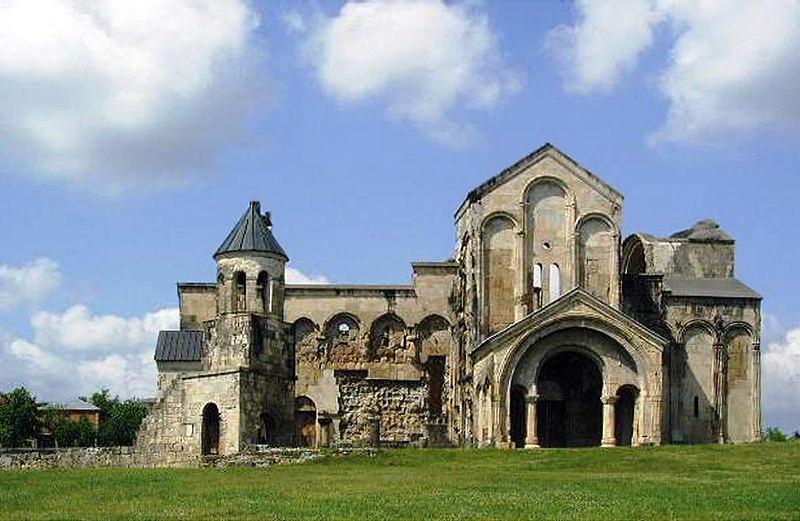
De kathedraal van Bagrati